# Bear River City
Bear River City est une municipalité américaine située dans le comté de Box Elder en Utah.
Lors du recensement de 2010, sa population est de 853 habitants. La municipalité s'étend alors sur une superficie de 1,54 mille carré (3,99 km2).
Fondée en 1866 par des pionniers mormons originaires de Scandinavie, la localité doit son nom à la Bear River. Elle devient une municipalité en 1885.